# オリックス・ホテルマネジメント
オリックス・ホテルマネジメント株式会社（英: ORIX Hotel Management Corporation）は、オリックスグループに属する日本のホテル運営会社である。オリックス不動産の子会社。本項目では同社の前身である「ブルーウェーブ株式会社」（英: BlueWave, Co.Ltd.）及び同社が運営していたホテルチェーン「ブルーウェーブイン」（英: BlueWave Inn）についても説明する。

## 概要
オリックス不動産が各地で展開する「ORIX HOTELS AND RESORTS」をはじめとするホテル運営会社。かつての社名である「ブルーウェーブ」の名称はオリックス傘下のプロ野球球団であるオリックス・ブルーウェーブ(現・オリックス・バファローズ) にちなむ。ロゴマークも当時のブルーウェーブのものを流用していた。オークラ ニッコー ホテルマネジメント（旧・JALホテルズ）と提携の上、「ホテルJALシティ羽田東京」「ホテルJALシティ羽田東京ウエストウイング」を運営している。また、セミナーハウス「クロス・ウェーブ」などの運営も行っている。
2020年4月1日に、当社を存続会社として、オリックス不動産直営及びグループホテル運営会社の一部（クロスホテルズ・ユニバーサルホテルマネージメント・ヴィータホテルマネージメント・東鳳マネジメント・宇奈月ホテル・函館湯の川ホテル・洗心亭）を統合し、社名をオリックス・ホテルマネジメント株式会社（英：ORIX Hotel Management Corporation）と変更。同時に同社はオリックス不動産の傘下となり、今後は当社がORIX HOTELS AND RESORTS及びカテゴリ外施設（これまで当社が運営していたホテルJALシティ羽田 東京/同ウエストウイング・クロスウェーブ・ハンドレッドステイ 東京新宿）の施設運営を行うことになる。

## 運営する施設

### ORIX HOTELS AND RESORTS
☆は統合前から当社が運営していた施設、□は業務支援施設。2022年6月に、新たなるポートフォリオを設け2シリーズ（ブランドシリーズと単館シリーズ）、その中でブランドシリーズはラインを4つ（ラグジュアリー、アップスケール、ミッドスケール、カジュアル）に再分割した。また、ミッドスケールには新ブランド「旅館コレクション」が設けられた。

#### ブランドシリーズ

##### ラグジュアリー
- 箱根・強羅 佳ら久
- 熱海・伊豆山 佳ら久

##### アップスケール
- ☆箱根・芦ノ湖 はなをり

##### ミッドスケール
- クロスホテル札幌
- クロスホテル京都
- クロスホテル大阪

###### 旅館コレクション
- 函館・湯の川温泉 ホテル万惣
- 会津・東山温泉 御宿 東鳳
- 黒部・宇奈月温泉 やまのは

##### カジュアル
- クロスライフ博多天神（2022年10月1日開業）
- クロスライフ博多柳橋（2022年10月1日開業）

クロスライフはクロスホテルのシスターブランドにあたる。

#### 単館シリーズ
- □大分・別府温泉 杉乃井ホテル
- ホテル ユニバーサル ポート
- ホテル ユニバーサル ポート ヴィータ

### オークラ ニッコー ホテルマネジメント提携
- ホテルJALシティ羽田 東京（東京都大田区）
- ホテルJALシティ羽田 東京 ウエストウイング（東京都大田区）

### セミナーハウス
- クロス・ウェーブ府中（東京都府中市）
- クロス・ウェーブ船橋（千葉県船橋市）
- クロス・ウェーブ幕張（千葉県千葉市美浜区 幕張テクノガーデン）
- クロス・ウェーブ梅田（大阪府大阪市北区）

### 滞在型ホテル
- ハンドレッドステイ東京新宿（東京都新宿区百人町）（旧 ホテル海洋）

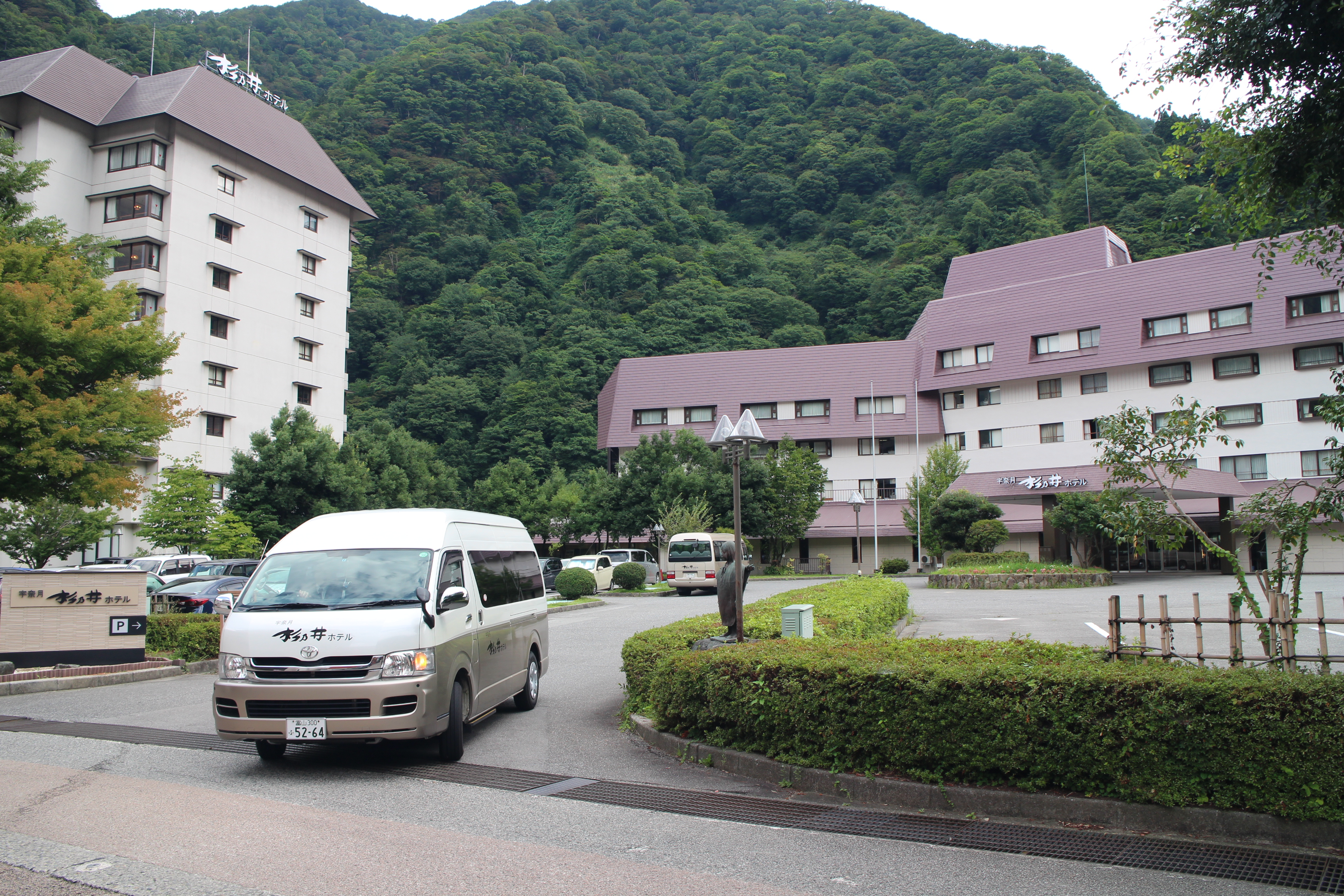
黒部・宇奈月温泉 やまのは
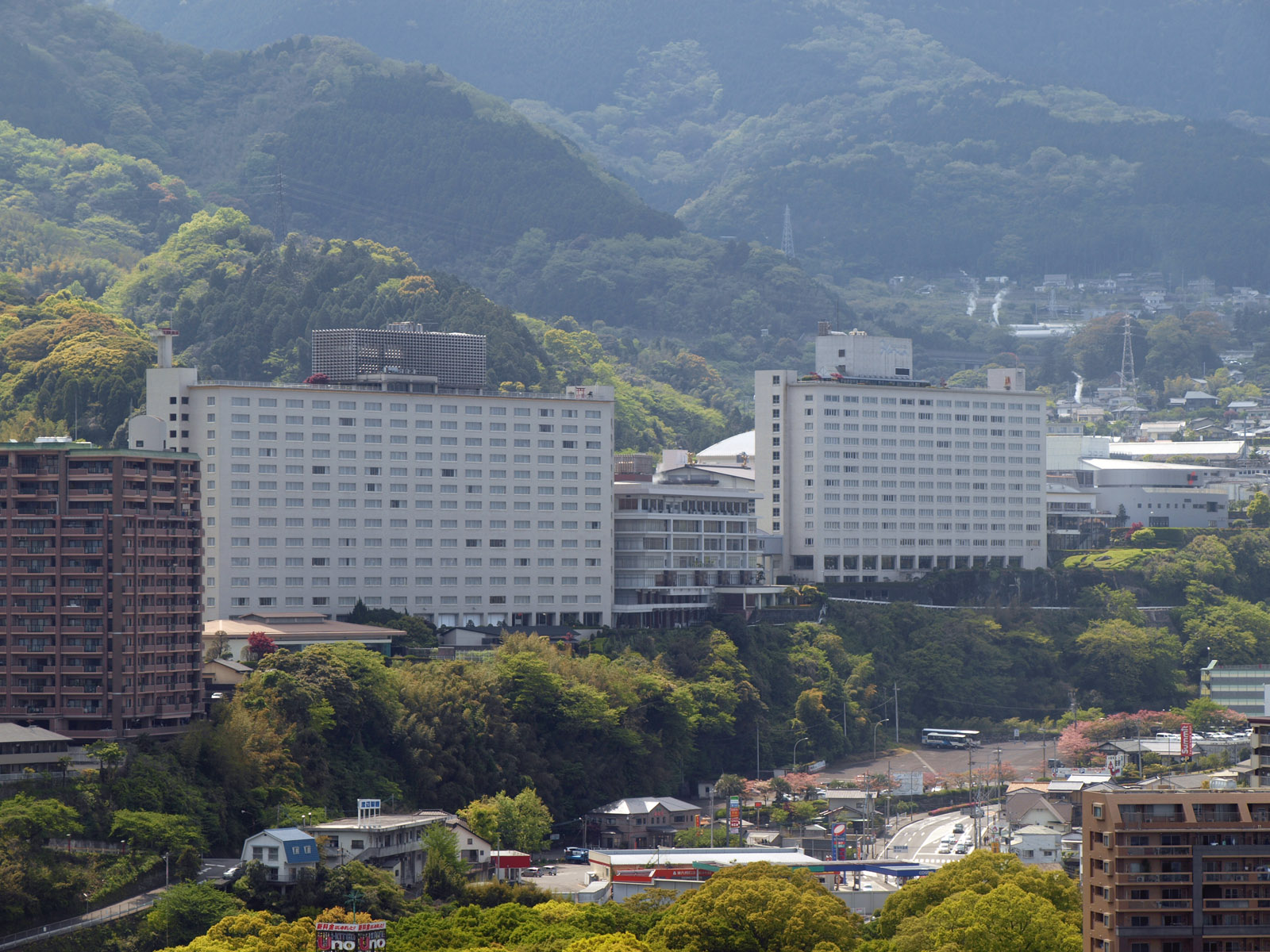
杉乃井ホテル
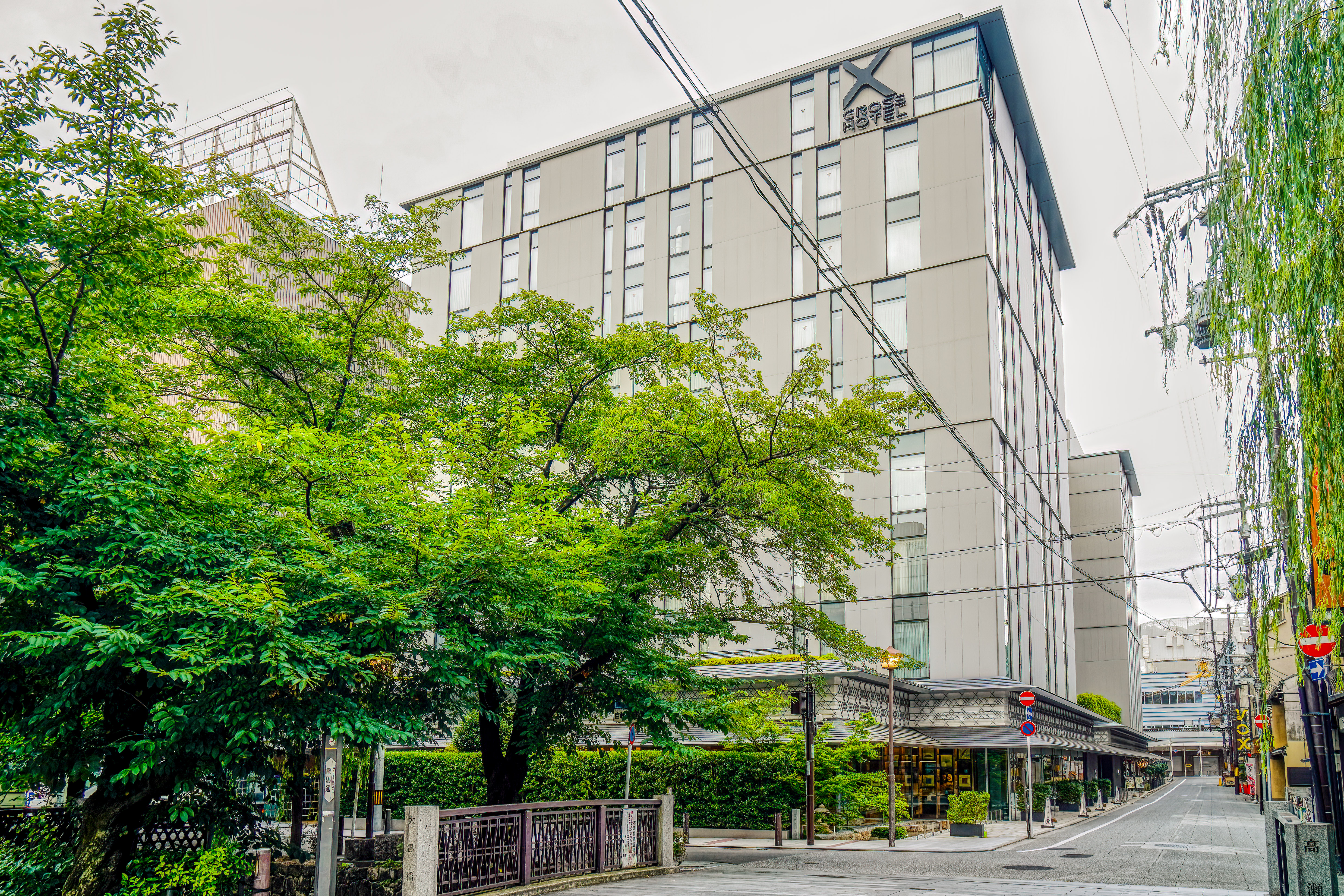
クロスホテル京都
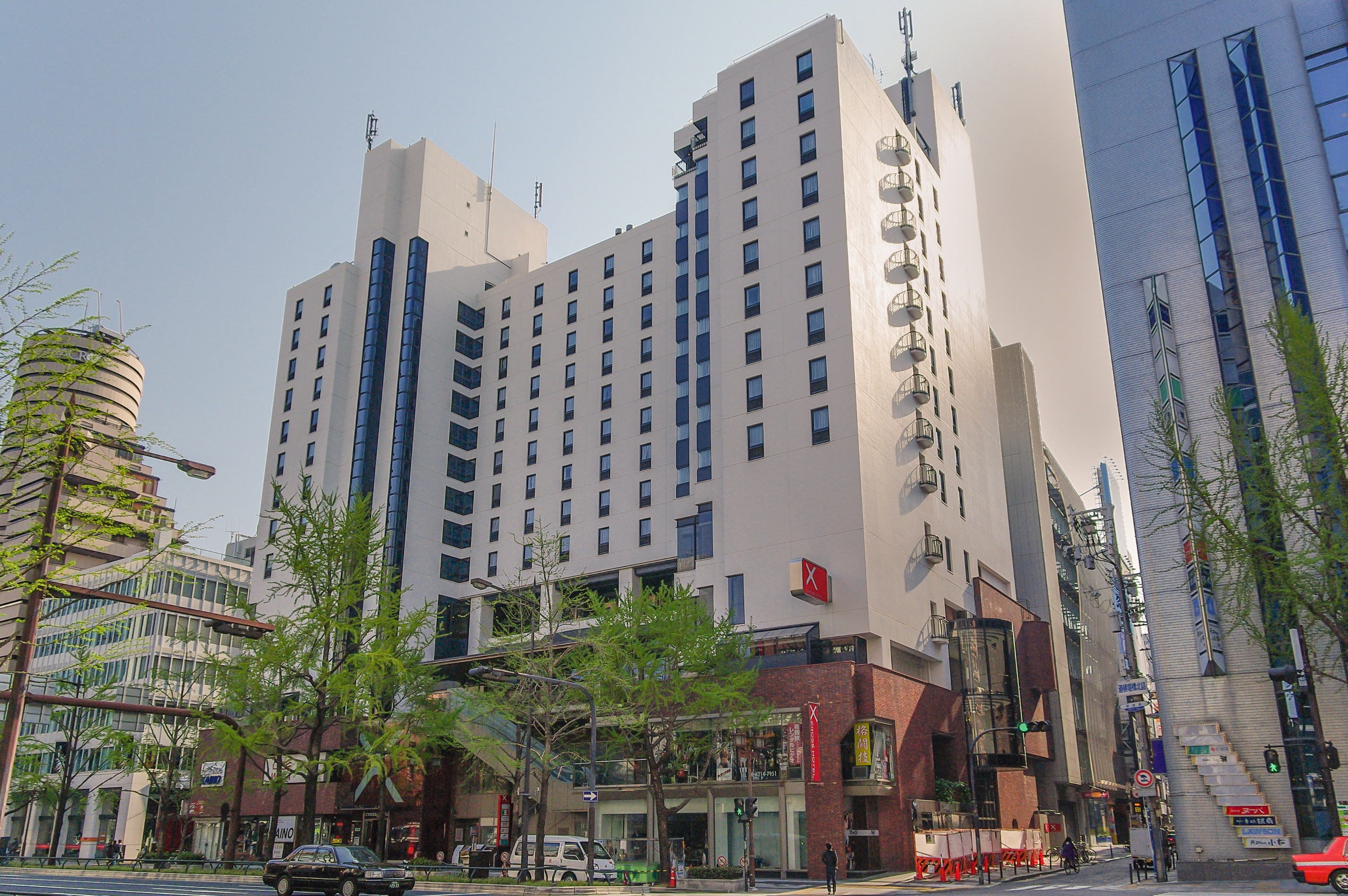
クロスホテル大阪
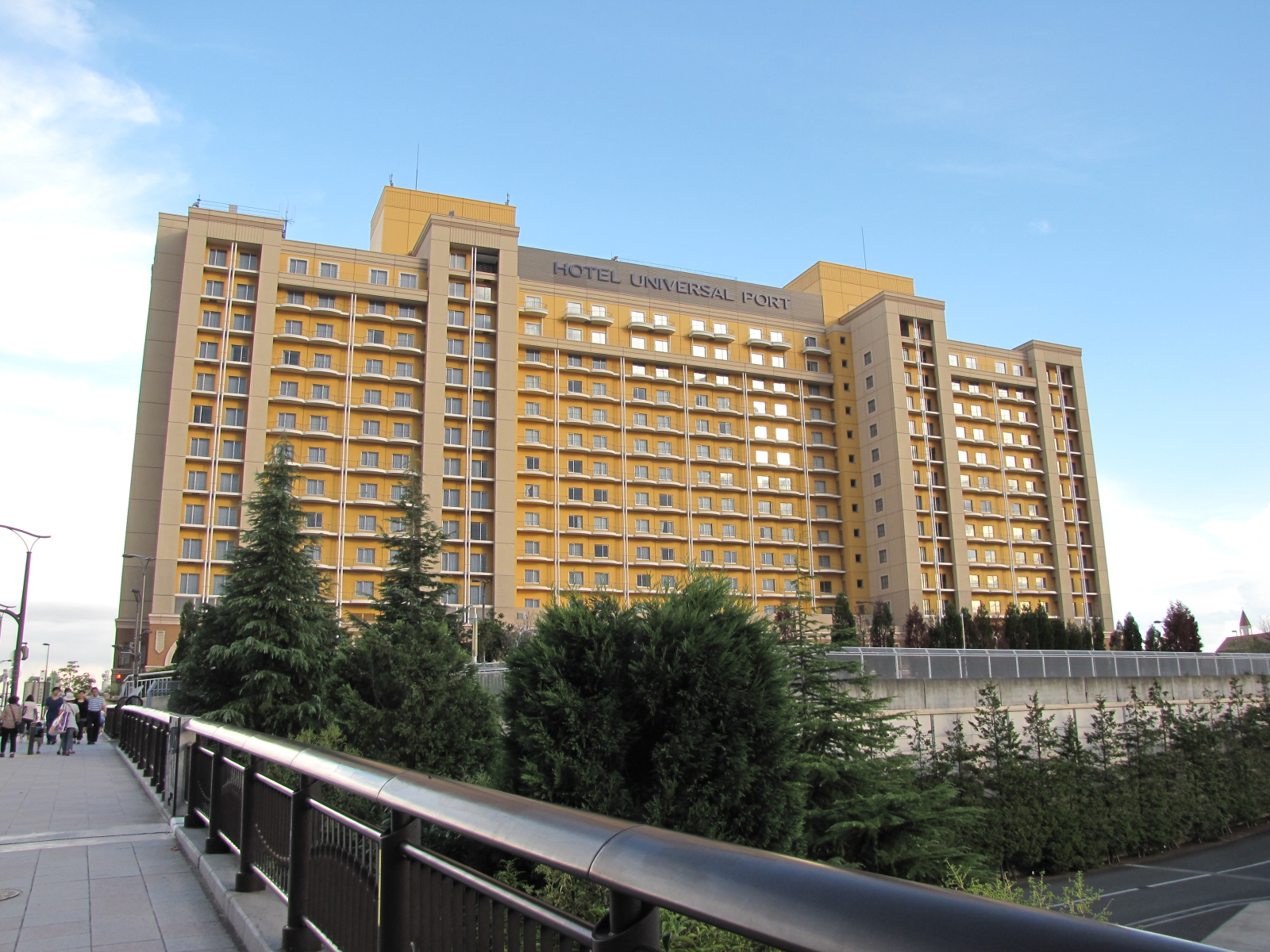
ホテル ユニバーサル ポート
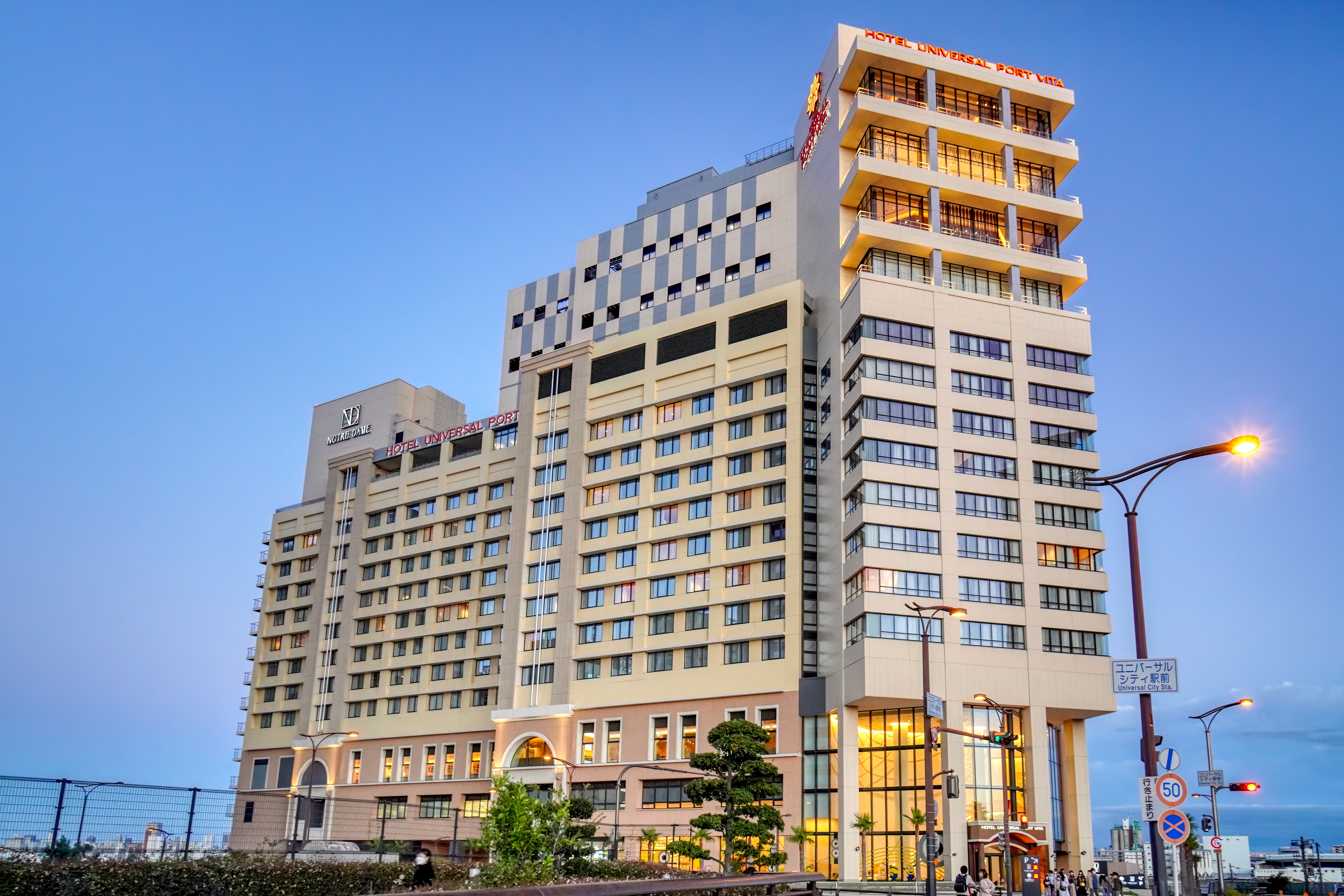
ホテル ユニバーサル ポート ヴィータ
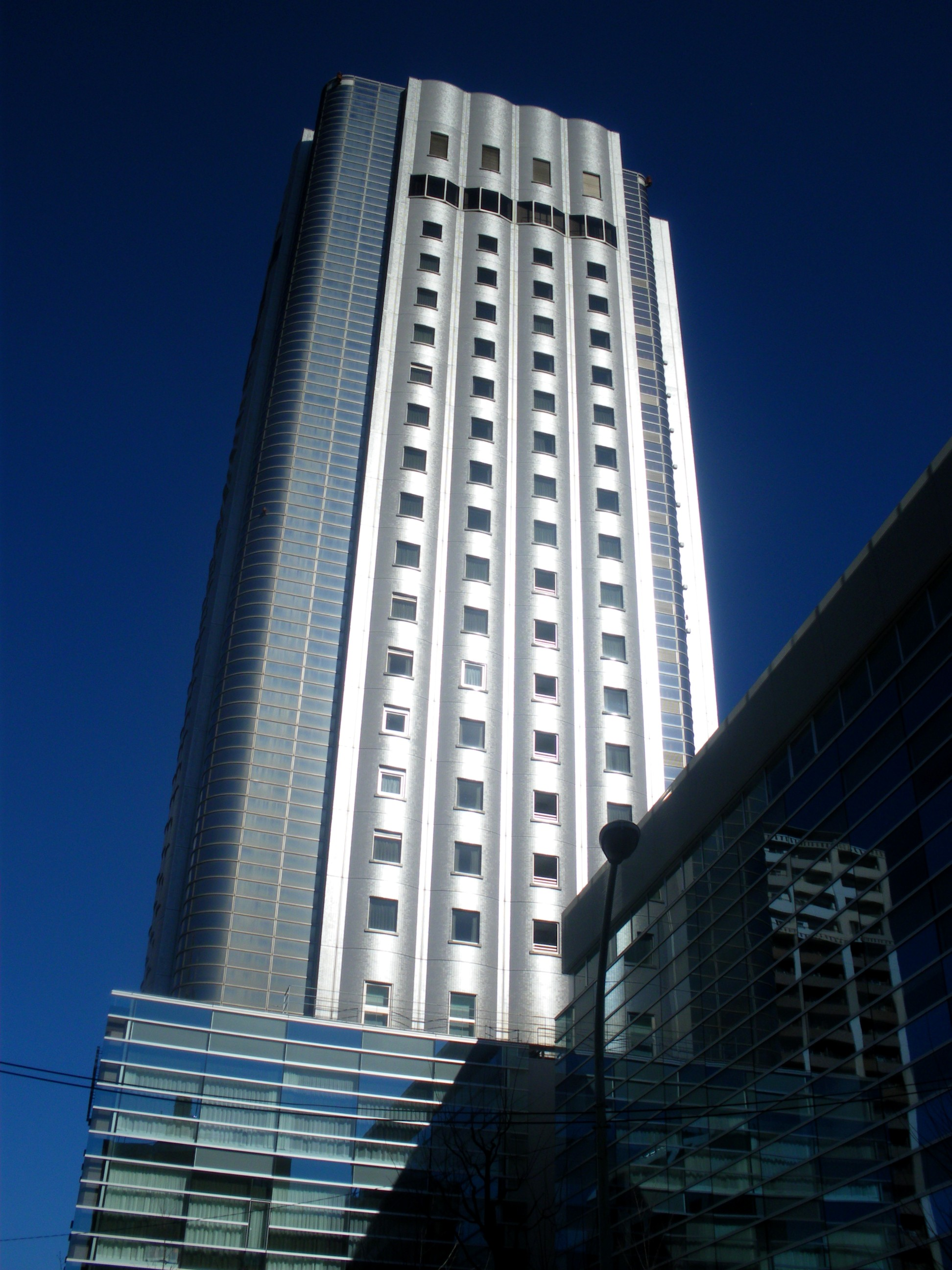
ハンドレッドステイ東京新宿

### 他社業務支援施設
- ハイアット セントリック 銀座 東京
- ハイアット セントリック 金沢
- ハイアット ハウス 金沢
- オークラアクトシティホテル浜松
- ハイアット リージェンシー 京都
- ホテル日航姫路
- ヒルトン沖縄北谷リゾート
- ダブルツリーbyヒルトン沖縄北谷リゾート

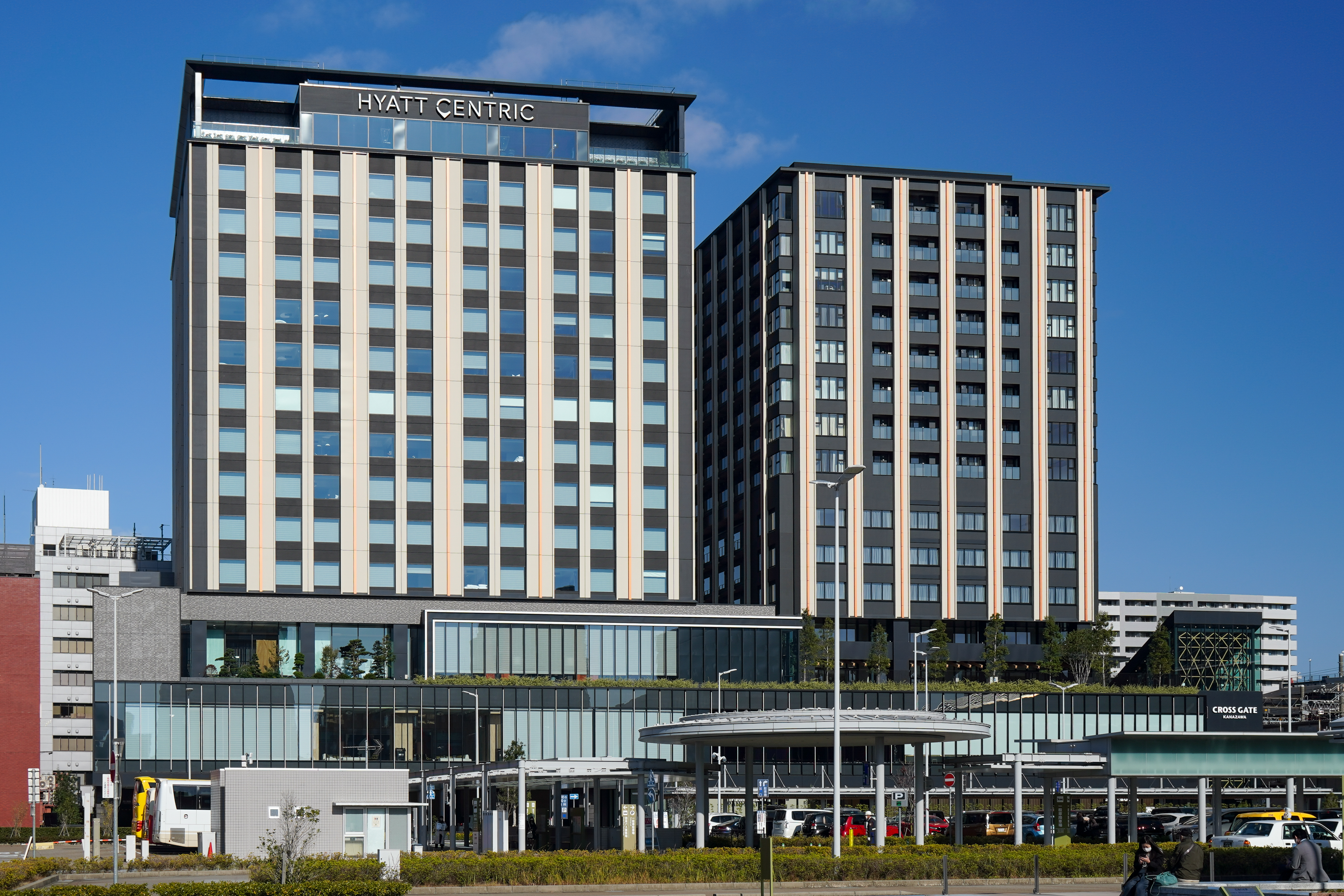
ハイアット セントリック 金沢とハイアット ハウス 金沢
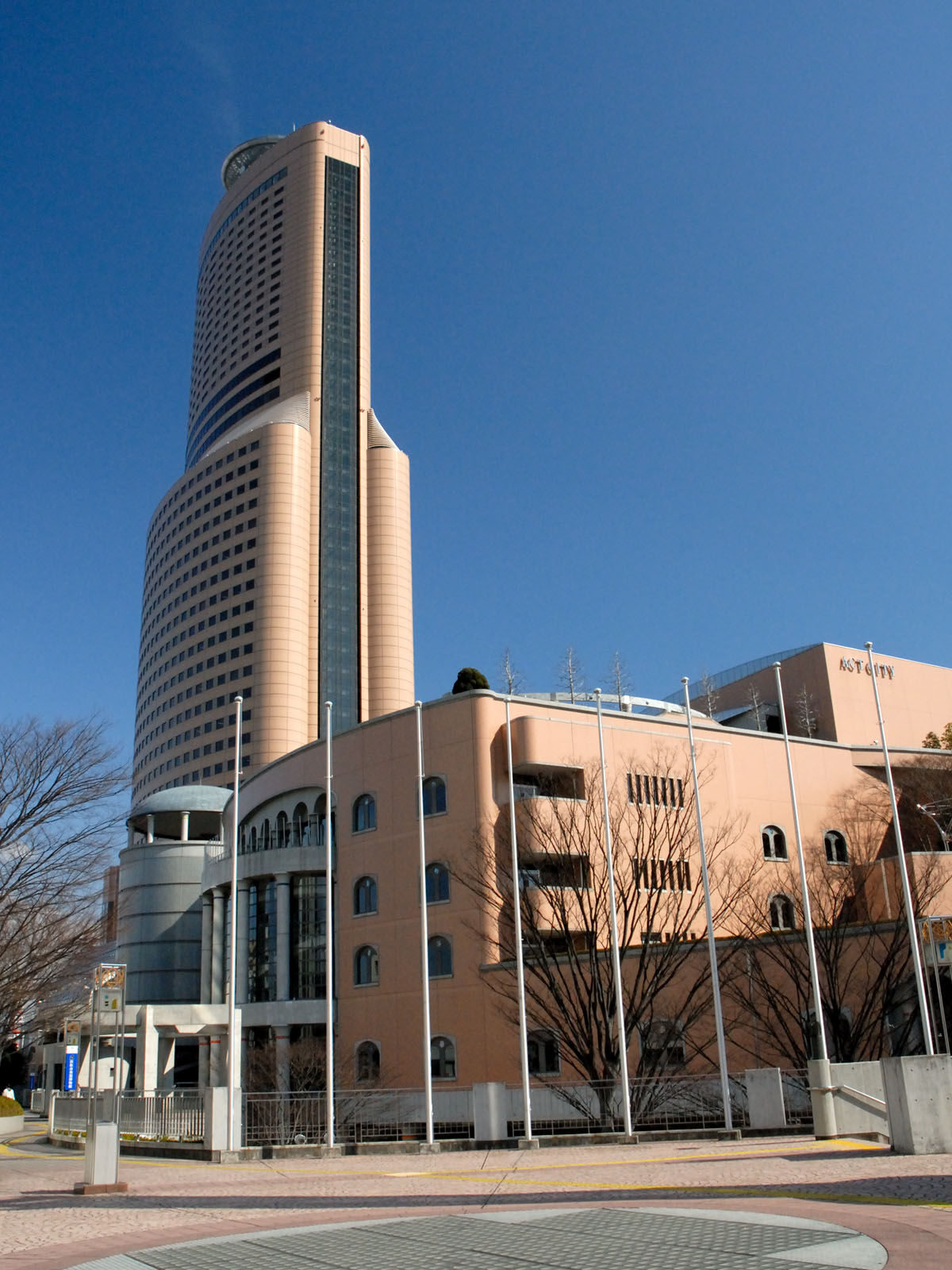
オークラアクトシティホテル浜松
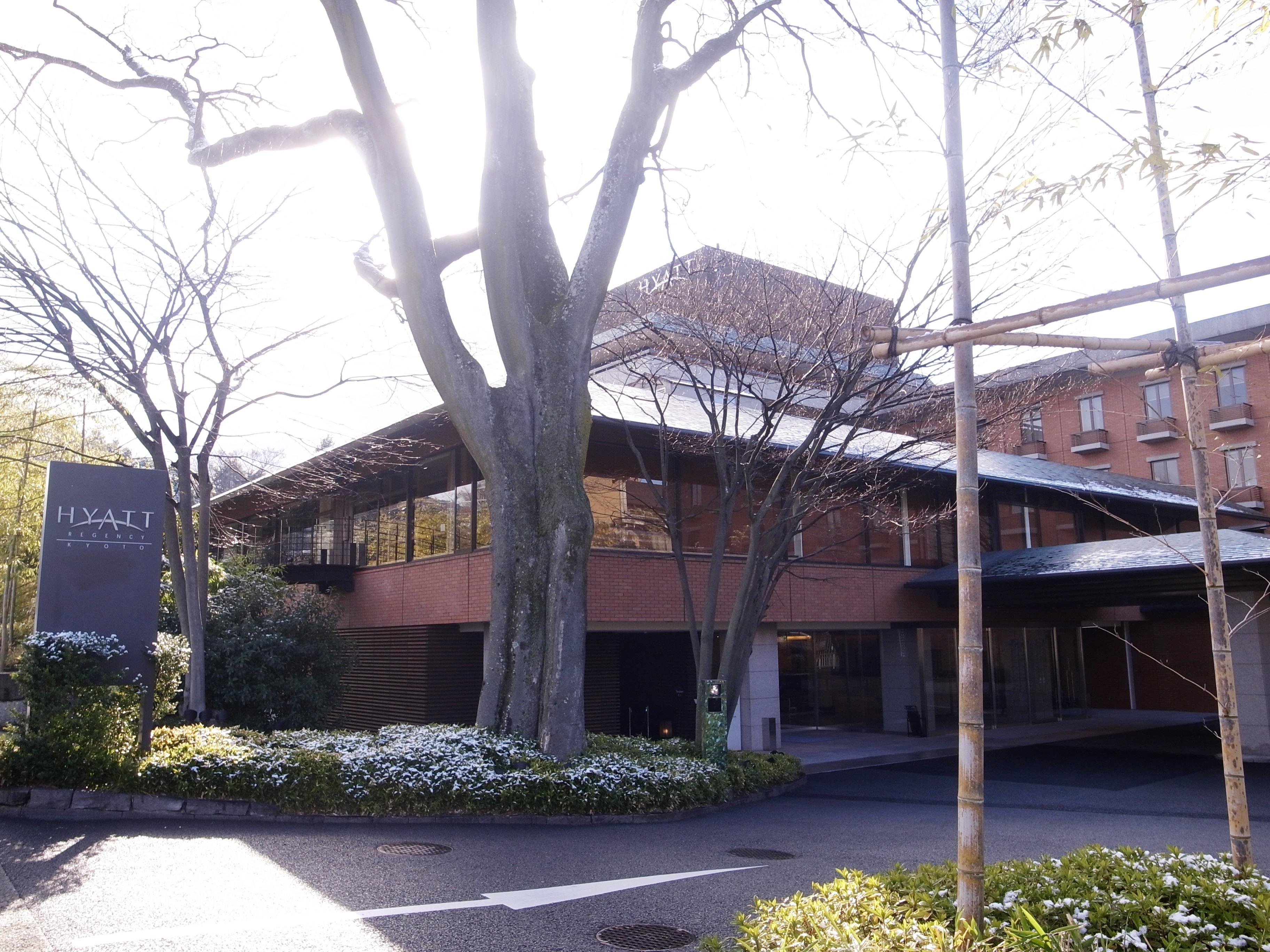
ハイアット リージェンシー 京都
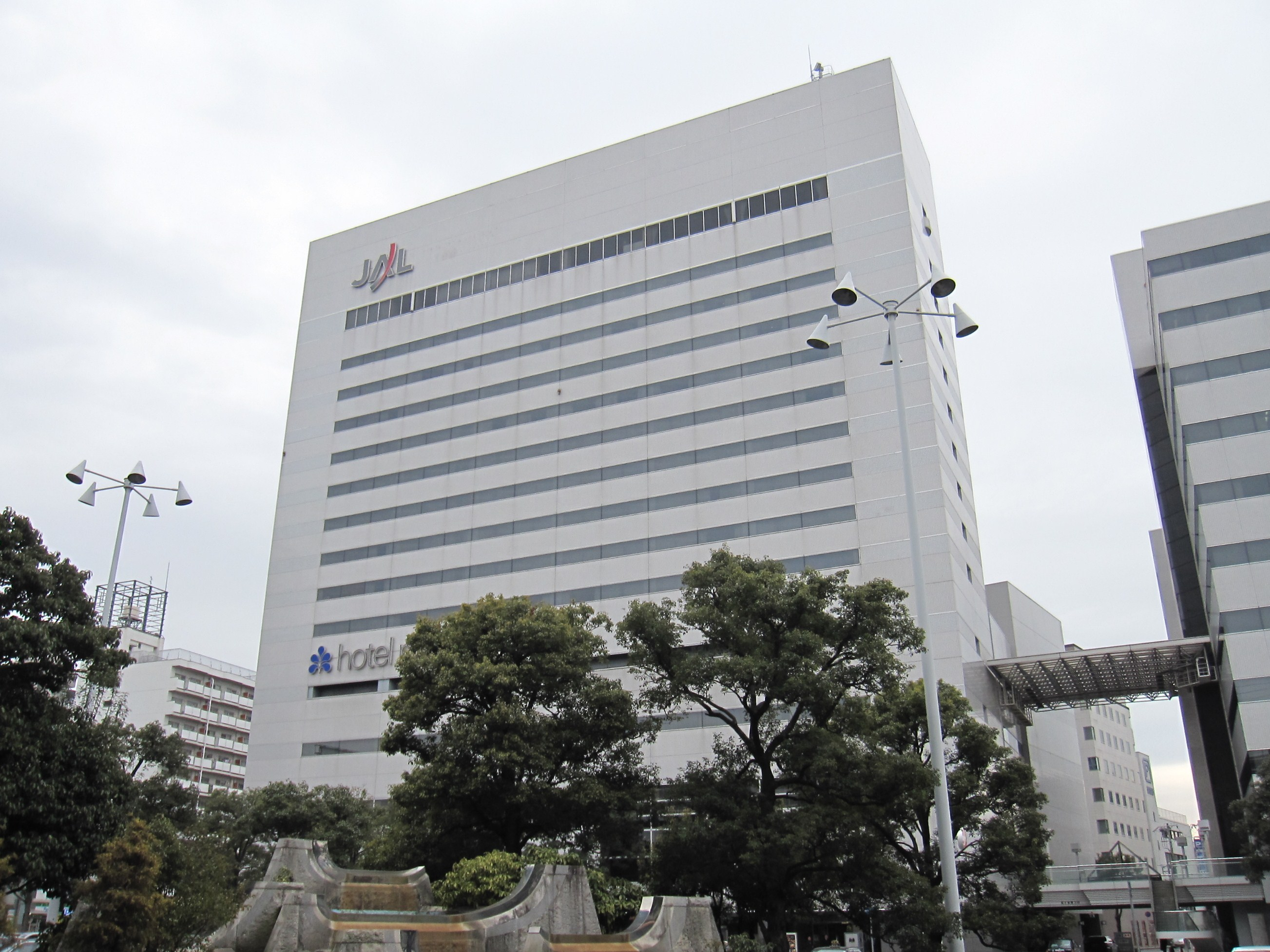
ホテル日航姫路

### その他施設
- ウォルドーフ・アストリア大阪（グラングリーン大阪パークタワー）[6]

### ブルーウェーブ時代に運営していた施設
- ブルーウェーブイン広島第一（旧 ホテルジェネラス広島1）
- ブルーウェーブイン広島第二（旧 ホテルジェネラス広島2）（現 チサンホテル広島）
- クロス・ウェーブ東中野（東京都中野区東中野）…2012年3月17日閉館。
- ブルーウェーブイン小倉（福岡県北九州市小倉北区）（旧 ホテルジェネラス小倉）…2014年2月28日から「アパホテル＜小倉駅前＞」として営業[7]。
- ブルーウェーブイン浅草（東京都台東区浅草）…2014年6月1日からJR西日本グループの「ヴィアイン浅草」として営業[8]。
- ブルーウェーブイン四ツ橋（大阪府大阪市西区）…2014年6月1日から「ヴィアイン心斎橋長堀通」として営業[8]。
- ブルーウェーブイン広島（広島県広島市中区）…2014年6月1日から「ヴィアイン広島銀山町」として営業[8]。
- ブルーウェーブイン札幌（北海道札幌市中央区）…（現 Tマークシティホテル札幌） （旧 ホテルジェネラス札幌 ← チサンホテルすすきの）
- ブルーウェーブイン鹿児島（鹿児島県鹿児島市）…（現 ホテル セントコスモ）（旧 ホテルジェネラス鹿児島）
- ブルーリッジホテル（兵庫県豊岡市、神鍋リゾート開発による運営）…（現 神鍋温泉ブルーリッジホテル）2015年6月からマックアースグループ
- ホテルリゾックス車山高原（長野県茅野市）…2018年3月末閉館[9]。

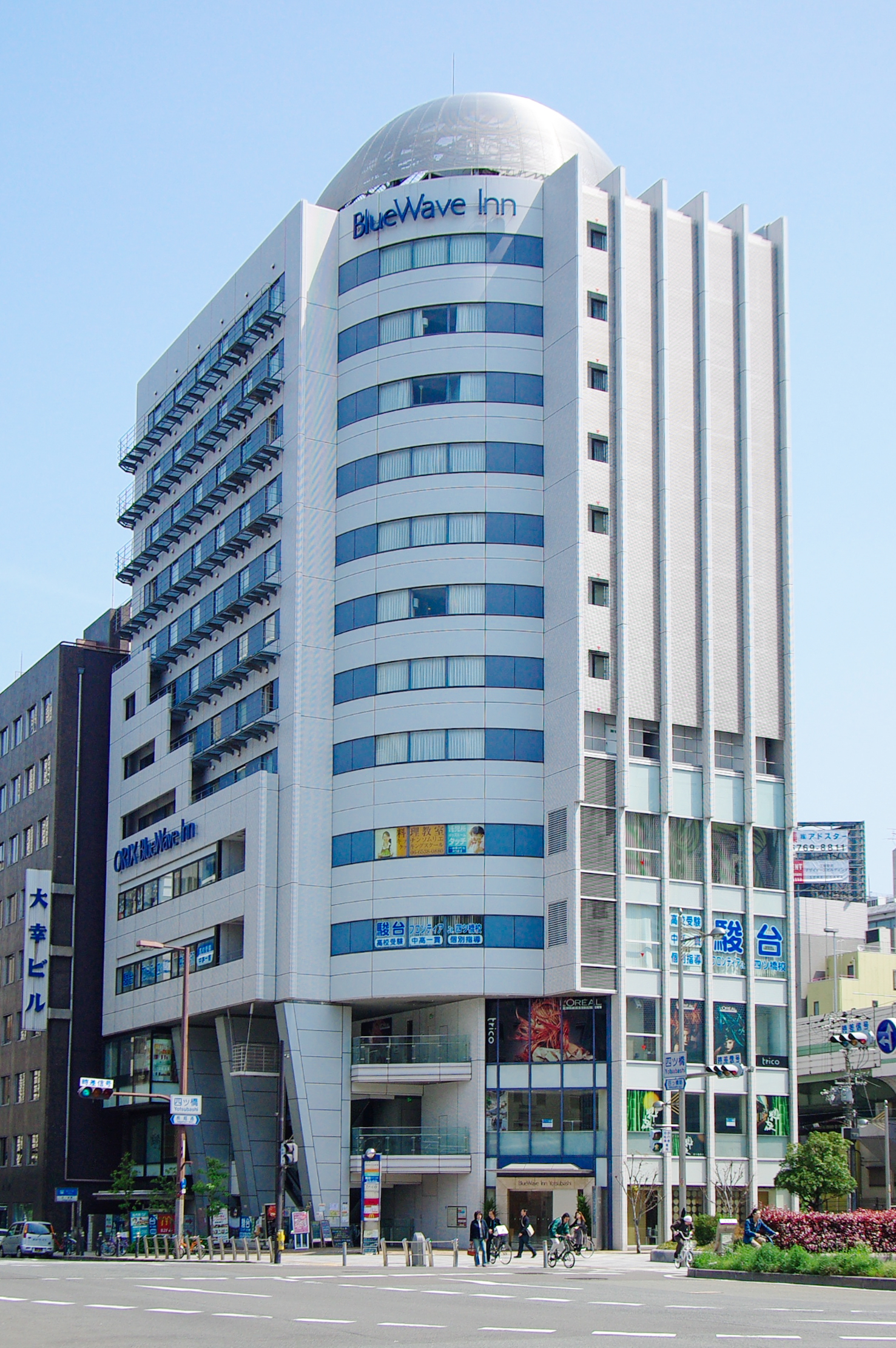
旧ブルーウェーブイン四ツ橋
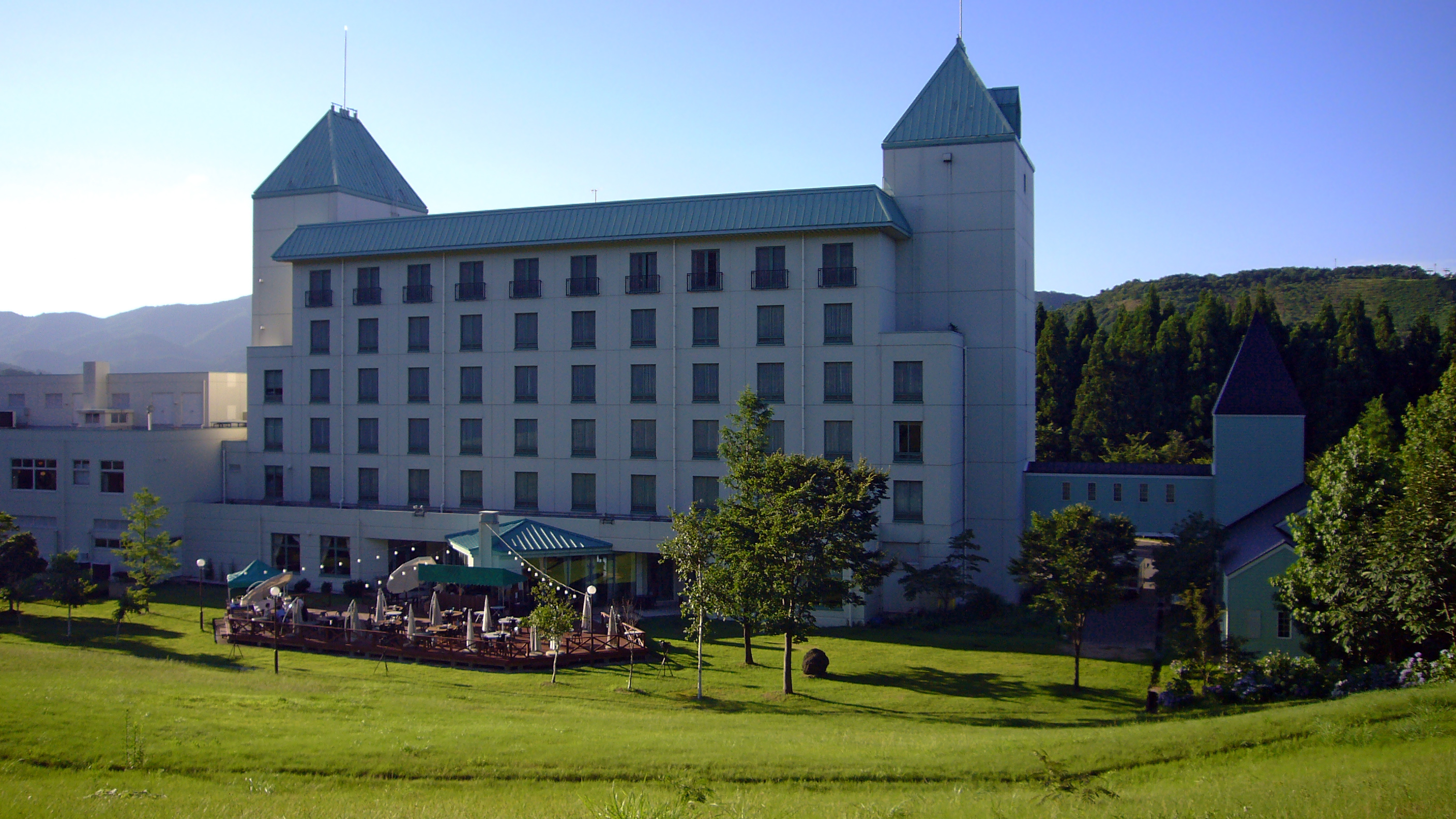
神鍋高原旧ブルーリッジホテル

### 過去のグループホテル
- 信州・蓼科グランドホテル 滝の湯（2019年4月26日でグループ離脱、現在はマイステイズ・ホテル・マネジメント傘下。）
- 熱海・大月ホテル 和風館（2023年7月31日営業終了）
- ホテル ミクラス（2023年10月1日営業終了）